# Ansonia fuliginea
Espèce
Synonymes
- Bufo fuligineus Mocquard, 1890
- Nectophryne altitudinis Smith, 1931
- Ansonia altitudinis (Smith, 1931)

Statut de conservation UICN

 LC  : Préoccupation mineure
Ansonia fuliginea est une espèce d'amphibiens de la famille des Bufonidae.

## Répartition
Cette espèce est endémique du Sabah en Malaisie à Bornéo. Elle se rencontre entre 1 500 et 3 050 m d'altitude dans les forêts du Mont Kinabalu.

## Publication originale
- Mocquard, 1890 : Recherches sur la faune herpétologique des Iles de Bornéo et de Palawan. Nouvelles archives du Museum d'histoire naturelle de Paris, ser. 3, vol. 2, p. 115–168 (texte intégral).